# Aubergina alda
Espèce
Aubergina alda est une espèce d'insectes lépidoptères - ou papillons de la famille des Lycaenidae, sous-famille des Theclinae et du genre Aubergina.

## Dénomination
Aubergina alda a été décrit par William Chapman Hewitson en 1868, sous le nom initial de Thecla alda.

### Nom vernaculaire
Aubergina alda se nomme Alda Hairstreak en anglais.

## Description
Aubergina alda est un petit papillon qui possède à chaque aile postérieure deux fines queues, une  longue et une plus courte.
Le dessus est marron et le revers marron avec deux lignes entourant l'aire postdiscale.

## Écologie et distribution
Aubergina alda est présent au Brésil et en Guyane,.

### Protection
Pas de statut de protection particulier.